# Liomus obscurus
Liomus obscurus är en mångfotingart som beskrevs av Ralph Vary Chamberlin 1950. Liomus obscurus ingår i släktet Liomus och familjen fingerdubbelfotingar. Inga underarter finns listade i Catalogue of Life.